# Oboist
Oboist je glasbenik, izvajalec na pihalni instrument, imenovan oboa.